# فحص الحوض
فحص الحوض هو الفحص البدني لأعضاء الحوض لدى الإناث. ويمكن تقسيمها إلى فحص داخلي وفحص خارجي. ويُسمى «الفحص المُتعلق باليَدَين» و«الجس اليدوي للرحم». ويتم استعمالها كثيرًا في طب النساء.